# Голубович Володимир Михайлович
Голубович Володимир Михайлович. Український актор театру та кіно. Народився 17 травня 1965 року в Луганську (Українська РСР, СРСР). Син народного артиста України Михайла Голубовича.

## Життєпис
Закінчив Київський інститут театрального мистецтва імені І. Карпенка-Карого (1990, курс Н. Н. Рушковського).
У 1990—1992 роках — актор Київського Молодого театру. У 1992—1994 роках — актор Луганського академічного українського музично-драматичного театру. Трагічно загинув 18 вересня 1994 на зйомках фільму в Києві. Поховано актора в Луганську на міському кладовищі «Гостра могила».

## Театральні роботи
- «У неділю рано зілля копала» (Ольга Кобилянська) — Гриць
- «Розп'яття» (Володимир Винниченко) — Родіон

## Фільмографія
- Дорога на Січ (1994) — Павло Похиленко — остання роль у кіно
- Гетьманські клейноди (1993) — Петро
- Їхати — значить їхати (1992)
- Вишневі ночі (1992)
- Струмок (1981)
- Колесо історії (1981)

## Посилки
- Голубович Володимир Михайлович на сайті IMDb (англ.)
- Голубович Володимир Михайлович [Архівовано 30 серпня 2013 у Wayback Machine.] на сайті Кінотеатр.ru
- Голубович Володимир Михайлович [Архівовано 15 березня 2022 у Wayback Machine.] на сайті Кинопоиск.ru